# 대한민국 민법 제766조
대한민국 민법 제766조는 손해배상청구권의 소멸시효에 대한 민법 채권법 불법행위 조문이다. 

## 조문
제766조(손해배상청구권의 소멸시효) ① 불법행위로 인한 손해배상의 청구권은 피해자나 그 법정대리인이 그 손해 및 가해자를 안 날로부터 3년간 이를 행사하지 아니하면 시효로 인하여 소멸한다.
②불법행위를 한 날로부터 10년을 경과한 때에도 전항과 같다.

```
  ③ 미성년자가 성폭력, 성추행, 성희롱, 그 밖의 성적침해를 당한 경우에 이로 인한 손해배상청구권의 소멸시효는 그가 성년이 될때까지는 진행되지 아니한다.<신설.2020.10.20>
```

第766條(損害賠償請求權의 消滅時效) ① 不法行爲로 因한 損害賠償의 請求權은 被害者나 그 法定代理人이 그 損害 및 加害者를 안 날로부터 3年間 이를 行使하지 아니하면 時效로 因하여 消滅한다.
②不法行爲를 한 날로부터 10年을 經過한 때에도 前項과 같다.

Article 750 (Torts) One who causes damage  intentionally or negligently to others by tortious act is liable for the damage.

## 비교조문
일본민법 제724조(불법행위에 의한 손해배상청구권의 기간의 제한) 불법행위에 의한 손해배상의 청구권은 피해자 또는 그 법정대리인이 손해 및 가해자를 안 때로부터 3년간 행사하지 아니한 때에는 시효로 인해 소멸한다. 불법행위의 때로부터 20년을 경과한 때에도 이와 같다.

第七百二十四条（不法行為による損害賠償請求権の期間の制限）不法行為による損害賠償の請求権は、被害者又はその法定代理人が損害及び加害者を知った時から三年間行使しないときは、時効によって消滅する。不法行為の時から二十年を経過したときも、同様とする。

## 참고 문헌
- 오현수, 일본민법, 진원사, 2014. ISBN 978-89-6346-345-2
- 오세경, 대법전, 법전출판사, 2014 ISBN 978-89-262-1027-7
- 이준현 , LOGOS 민법 조문판례집, 미래가치, 2015. ISBN 979-1-155-02086-9

## 사례
- 싸움을 말리다 싸움중인 자로부터 구타를 당해 상해를 입은 경우 싸움중인 자는 상해를 입은 자에게 손해배상의 책임이 있다[1]

## 같이 보기
- 불법행위